# 米特哈特·巴伊拉克
米特哈特·巴伊拉克（土耳其語：Mithat Bayrak，1929年3月3日—2014年4月20日），土耳其男子古典式摔跤运动员。他曾代表土耳其参加1956年、1960年和1964年夏季奥林匹克运动会摔跤比赛，获得二枚金牌。